# Otrava organofosfáty

Google

Mnoho organofosfátů je potentními nervově paralytickými látkami. Způsobují inhibici účinku acetylcholinesterázy (AChE) v nervových buňkách. Otrava organofosfáty patří mezi vůbec nejčastější otravy na světě, v zemědělských oblastech bývají často úmyslné jakožto způsob sebevraždy. Otrava organofostáfy může způsobit to, čemu se říká „sebevražedný impuls“, který vede k vysoké četnosti sebevražd v některých sektorech zemědělského průmyslu.

## Příklady
- organofosfátové insekticidy, například malathion, parathion, diazinon, fenthion, dichlorvos, chlorpyrifos nebo ethion
- bojové otravné látky, například soman, sarin, tabun, VX nebo Novičok
- oftalmologika: echothiofát, isoflurofát
- antihelmintika, například trichlorfon
- herbicidy, například tribufos nebo merfos (trikresylfosfáty)

## Příznaky
Při otravě organofosfáty se objevuje slinění, slzení, nucení na močení a defekaci, motilita trávicí soustavy, zvracení a stažení zornic. Může se objevit bronchospasmus, rozmazané vidění a bradykardie. Příznaky jsou způsobeny nadbytkem acetylcholinu, který je důsledkem inhibice acetylcholinesterázy.

## Léčba
Jako antidotum lze použít atropin společně s pralidoximem nebo jiným pyridiniumoximem (např. trimedoximem nebo obidoximem), použití oximů se však ukázalo jako zbytečné nebo možná i škodlivé, přinejmenším ve dvou metaanalýzách. Atropin je muskarinový antagonista, proto blokuje periferní účinek acetylcholinu.

## Potenciální účinky organofosfátů v prostředí
Používání organofosfátů v leteckých mazacích olejích a hydraulických kapalinách a jejich dopady na zdraví a bezpečnost letu je nyní podrobováno zkoumání. Zdravotní poruše zřejmě způsobené expozicí kontaminovaného vzduchu vháněného dmychadlem do prostoru pro cestující se říká aerotoxický syndrom.
Mark Purdey (1998) vznesl hypotézu, že organofosfáty, zvláště fosmet, vyvolaly epidemii transmisivní spongiformní encefalopatie, konkrétně BSE. Vědecký řídicí výbor EU pro bezpečnost potravin prověřil důkazy a žádné spojení neshledal.
Toxikologická literatura se perzistentní chronické toxicitě organofosfátů po akutní otravě nebo při dlouhodobé expozici nízkým dávkám věnuje poměrně obsáhle. Po několikatýdenních expozicích některým organofosfátům se objevoval jev zvaný OPIDP či OPIDN (pozdní polyneuropatie vyvolaná organofosfáty), který způsobuje deneraci periferních nervů.

## Případy otrav

### Případ Ginger Jake
Zjevným případem OPIDN je „Ginger Jake“, který se stal za dob prohibice ve 30. letech 20. století. U tisíců mužů na jihu a středozápadě USA se vyvinula slabost a bolest v končetinách po pití „lékařské“ náhražky alkoholu. Nápoj označovaný jako „Ginger Jake“ obsahoval falšovaný extrakt Jamaica ginger obsahující triorthokresylfosfát (TOCP), který způsobil částečně reverzibilní poškození nervů. Poškození mělo za následek kulhání nazývaní „Jake Leg“ nebo „Jake Walk“; tyto termíny se pak často vyskytovaly v tehdejší bluesové hudbě. V Evropě a Maroku byly případy otrav TOCP z kontaminovaných abortiv, resp. jedlých olejů.

### Případ Skripalovi
V roce 2018 byli otráveni v březnu 2018 v britském Salisbury otráveni ruský dvojitý agent Sergej Skripal a jeho dcera Julija. Podle pozdějších analýz měla být k otravě použita látka označovaná jako A234.

### Případ Navalnyj
V srpnu 2020 byl Alexej Navalnyj při cestě letadlem z Tomsku do Moskvyotráven dle testů německé vojenské laboratoře neupřesněnou látkou z této skupiny.
Organizace pro zákaz chemických zbraní potvrdila přítomnost látky ze skupiny Novičok ve vzorcích moči a stolice Navalného 